# 博登湖滨哈格瑙
博登湖滨哈格瑙是德国巴登-符腾堡州的一个市镇。总面积2.94平方公里，总人口1451人，其中男性679人，女性772人（2011年12月31日），人口密度494人/平方公里。